# Беличи (Ковельский район)
Беличи (укр. Бі́личі) — село в Смидинской сельской общине Ковельского района Волынской области Украины.
До 2020 года входило в Любомльский район.
Код КОАТУУ — 0723381902. Население по переписи 2001 года составляет 246 человек. Почтовый индекс — 44340. Телефонный код — 3377. Занимает площадь 0,59 км².